# Piper graciliramosum
Piper graciliramosum är en pepparväxtart som beskrevs av Truman George Yuncker. Piper graciliramosum ingår i släktet Piper och familjen pepparväxter. Inga underarter finns listade i Catalogue of Life.